# Ochodontia sareptaria
Ochodontia sareptaria är en fjärilsart som beskrevs av Achille Guenée 1858. Ochodontia sareptaria ingår i släktet Ochodontia och familjen mätare. Inga underarter finns listade i Catalogue of Life.